# 弗朗叙尔
弗朗叙尔（法語：Fransures，法語發音：[fʁɑ̃syʁ]）是法国上法蘭西大區索姆省的一个市镇，属于蒙迪迪耶区。

## 地理
弗朗叙尔（49°42'48"N, 2°13'56"E）面积4.26 平方千米，位于法国上法蘭西大區索姆省，该省份为法国北部沿海省份，北起加来海峡省和北部省，西接滨海塞纳省和大西洋英吉利海峡，南至瓦兹省，东临埃纳省。
与弗朗叙尔接壤的市镇（或旧市镇、城区）包括：博讷伊莱索、古伊莱格罗塞莱耶、博斯凯勒、努瓦河畔弗莱尔、拉瓦德莫日洛图瓦、罗日。

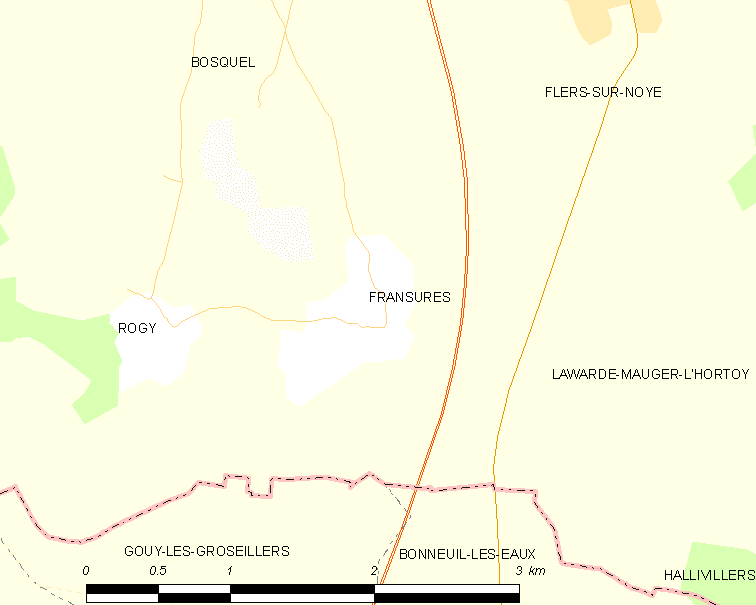
弗朗叙尔的OSM定位图

弗朗叙尔的时区为UTC+01:00、UTC+02:00（夏令时）。

## 行政
弗朗叙尔的邮政编码为80160，INSEE市镇编码为80349。

## 政治
弗朗叙尔所属的省级选区为努瓦河畔阿伊县。

## 人口

1962-2008年间弗朗叙尔人口变化图示

弗朗叙尔于2022年1月1日时的人口数量为127人。